# Aquaencyrtus
Aquaencyrtus är ett släkte av steklar. Aquaencyrtus ingår i familjen sköldlussteklar.
Kladogram enligt Catalogue of Life:
| Aquaencyrtus | \| \| Aquaencyrtus bohemicus \| \| \| \| \| \| Aquaencyrtus rhadamas \| \| \| \| |
|              | \| \| Aquaencyrtus bohemicus \| \| \| \| \| \| Aquaencyrtus rhadamas \| \| \| \| |
|              | Aquaencyrtus bohemicus                                                           |
|              |                                                                                  |
|              | Aquaencyrtus rhadamas                                                            |
|              |                                                                                  |